# Черемушки (Верховазький район)
Чере́мушки (рос. Черёмушки) — присілок у складі Верховазького району Вологодської області, Росія. Входить до складу Нижньо-Вазького сільського поселення.

## Населення
Населення — 73 особи (2010; 48 у 2002).
Національний склад (станом на 2002 рік):
- росіяни — 98 %